# Regioni del Portogallo
Le regioni del Portogallo costituiscono una suddivisione dell'area continentale del Paese che rileva esclusivamente dal punto di vista geografico e statistico, senza dunque rappresentare un livello territoriale di natura amministrativa; sono a loro volta suddivise in subregioni statistiche.
Sono invece regioni autonome, dotate di rilevanza amministrativa, Azzorre e Madera.

## Elenco

### Regioni ordinarie
| Mappa | Regione  | Subregioni | Abitanti  | Superficie (km²) | Densità (ab/km²) |
| ----- | -------- | --- | --------- | ---------------- | ---------------- |
|       | Alentejo | - Alentejo Centrale - Alentejo Litorale - Alto Alentejo - Basso Alentejo - Lezíria do Tejo | 760 098   | 31 152           | 24,1             |
|       | Algarve  | - Algarve | 451 005   | 5 412            | 83,3             |
|       | Centro   | - Basso Mondego - Basso Vouga - Beira Interna Nord - Beira Interna Sud - Cova da Beira - Dão-Lafões - Medio Tago - Ovest - Pinhal Interno Nord - Pinhal Interno Sud - Pinhal Litorale - Serra da Estrela | 2 821 699 | 28 405           | 99,3             |
|       | Lisbona  | - Grande Lisbona - Penisola di Setúbal | 2 327 580 | 2 802            | 830,7            |
|       | Nord     | - Alto Trás-os-Montes - Ave - Cávado - Douro - Entre Douro e Vouga - Grande Porto - Minho-Lima - Tâmega                                                                                                  | 3 689 609 | 21 278           | 173,4            |

### Regioni autonome
| Mappa | Regione | Abitanti | Superficie (km²) | Densità (ab/km²) |
| ----- | ------- | -------- | ---------------- | ---------------- |
|       | Azzorre | 246 746  | 2 333            | 105,8            |
|       | Madera  | 267 785  | 801              | 334,3            |